# Urs Fischer
Urs Fischer (Triengen, 20 febbraio 1966) è un allenatore di calcio ed ex calciatore svizzero, di ruolo centrocampista.

## Carriera

### Giocatore

#### Club
Ha iniziato la carriera di calciatore professionista nello Zurigo, con cui ha esordito in gare ufficiali il 7 aprile 1984, diciottenne, in Sion-Zurigo 6-1, e di cui è stato capitano. Trasferitosi nel 1987 al San Gallo, vi ha militato per otto stagioni, vestendone la fascia di capitano, per poi fare ritorno allo Zurigo, con cui ha vinto la Coppa di Svizzera nel 1999-2000. Conta complessivamente 545 presenze in partite ufficiali con Zurigo e San Gallo.

#### Nazionale
Dal dicembre 1989 al giugno 1990 ha militato nella nazionale svizzera, collezionando 4 presenze senza segnare reti.

### Allenatore
Una volta terminata la carriera di calciatore, nel 2003 ha iniziato ad allenare nel settore giovanile dello Zurigo. Nel 2007 ha assunto il ruolo di vice-allenatore della prima squadra, in qualità di assistente di Bernard Challandes, per poi tornare alla guida delle formazioni giovanili. Il 17 aprile 2010 è stato nominato allenatore della prima squadra dopo l'esonero di Challandes. Dopo aver perso le ultime tre partite stagionali, nel 2010-2011, nella prima stagione in carica dall'inizio, ha ottenuto il secondo posto dietro il Basilea. Esonerato alla fine della stagione seguente dopo un deludente piazzamento in campionato, tornò in panchina per la fine della stagione 2012-2013.
Il 18 giugno 2015 si è accordato con il Basilea, dove è rimasto in carica fino al 2017, vincendo 2 titoli e una coppa nazionale.
Il 1º giugno 2018 ha firmato un biennale con l'Union Berlino, che nel 2018-2019 ha condotto a una storica promozione in Bundesliga. Nonostante le scarse aspettative, Fischer conduce l'Union Berlino ad un'ascesa vertiginosa. Il primo anno chiude con una tranquilla salvezza all'11º posto (con annessa una vittoria di prestigio contro il Borussia Dortmund), il secondo porta la sua squadra a essere la sorpresa del campionato terminando addirittura al 7º posto, valevole per la Conference League. Al terzo anno riesce addirittura a migliorare la posizione dell'Union terminando quinto a un punto dalla zona Champions. Il capolavoro viene completato nella stagione 22/23 quando Fischer conduce l'Union al quarto posto, dunque ad una storica qualificazione alla Champions League, e agli ottavi di Europa League. Ma la stagione successiva è di segno opposto: dopo due vittorie nelle prime due giornate di Bundesliga, nelle successive 15 gare tra campionato e Champions League, l'Union ottiene solo un pareggio e il 15 novembre 2023 l'allenatore e la società rescindono consensualmente il contratto.

## Statistiche

### Cronologia presenze e reti in nazionale
| Cronologia completa delle presenze e delle reti in nazionale ― Spagna | Cronologia completa delle presenze e delle reti in nazionale ― Spagna | Cronologia completa delle presenze e delle reti in nazionale ― Spagna | Cronologia completa delle presenze e delle reti in nazionale ― Spagna | Cronologia completa delle presenze e delle reti in nazionale ― Spagna | Cronologia completa delle presenze e delle reti in nazionale ― Spagna | Cronologia completa delle presenze e delle reti in nazionale ― Spagna | Cronologia completa delle presenze e delle reti in nazionale ― Spagna |
| Data                                                                  | Città                                                                 | In casa                                                               | Risultato                                                             | Ospiti                                                                | Competizione                                                          | Reti                                                                  | Note                                                                  |
| --------------------------------------------------------------------- | --------------------------------------------------------------------- | --------------------------------------------------------------------- | --------------------------------------------------------------------- | --------------------------------------------------------------------- | --------------------------------------------------------------------- | --------------------------------------------------------------------- | --------------------------------------------------------------------- |
| 13-12-1989                                                            | Santa Cruz de Tenerife                                                | Spagna                                                                | 2 – 1                                                                 | Svizzera                                                              | Amichevole                                                            | -                                                                     |                                                                       |
| 31-3-1990                                                             | Basilea                                                               | Svizzera                                                              | 0 – 1                                                                 | Italia                                                                | Amichevole                                                            | -                                                                     |                                                                       |
| 8-5-1990                                                              | Berna                                                                 | Svizzera                                                              | 1 – 1                                                                 | Argentina                                                             | Amichevole                                                            | -                                                                     | 46’                                                                   |
| 2-6-1990                                                              | San Gallo                                                             | Svizzera                                                              | 2 – 1                                                                 | Stati Uniti                                                           | Amichevole                                                            | -                                                                     | 46’                                                                   |
| Totale                                                                |                                                                       | Presenze                                                              | 4                                                                     |                                                                       | Reti                                                                  | 0                                                                     |                                                                       |

### Statistiche da allenatore
Statistiche aggiornate al 15 novembre 2023. In grassetto le competizioni vinte.
| Stagione             | Squadra              | Campionato           | Campionato | Campionato | Campionato | Campionato | Coppe nazionali | Coppe nazionali | Coppe nazionali | Coppe nazionali | Coppe nazionali | Coppe continentali | Coppe continentali | Coppe continentali | Coppe continentali | Coppe continentali | Altre coppe | Altre coppe | Altre coppe | Altre coppe | Altre coppe | Totale | Totale | Totale | Totale | % Vittorie | Piazzamento |
| Stagione             | Squadra              | Comp                 | G          | V          | N          | P          | Comp            | G               | V               | N               | P               | Comp               | G                  | V                  | N                  | P                  | Comp        | G           | V           | N           | P           | G      | V      | N      | P      | %          | Piazzamento |
| -------------------- | -------------------- | -------------------- | ---------- | ---------- | ---------- | ---------- | --------------- | --------------- | --------------- | --------------- | --------------- | ------------------ | ------------------ | ------------------ | ------------------ | ------------------ | ----------- | ----------- | ----------- | ----------- | ----------- | ------ | ------ | ------ | ------ | ---------- | ----------- |
| apr.-giu. 2010       | Zurigo               | SL                   | 5          | 1          | 1          | 3          | CS              | -               | -               | -               | -               | -                  | -                  | -                  | -                  | -                  | -           | -           | -           | -           | -           | 5      | 1      | 1      | 3      | 20,00      | Sub. 7º     |
| 2010-2011            | Zurigo               | SL                   | 36         | 21         | 9          | 6          | CS              | 5               | 4               | 1               | 0               | -                  | -                  | -                  | -                  | -                  | -           | -           | -           | -           | -           | 41     | 25     | 10     | 6      | 60,98      | 2º          |
| 2011-mar. 2012       | Zurigo               | SL                   | 24         | 8          | 5          | 11         | CS              | 3               | 2               | 0               | 1               | UCL+UEL            | 4+6                | 1+1                | 1+2                | 2+3                | -           | -           | -           | -           | -           | 37     | 12     | 8      | 17     | 32,43      | Eson.       |
| Totale Zurigo        | Totale Zurigo        | Totale Zurigo        | 65         | 30         | 15         | 20         |                 | 8               | 6               | 1               | 1               |                    | 10                 | 2                  | 3                  | 5                  |             | -           | -           | -           | -           | 83     | 38     | 19     | 26     | 45,78      |             |
| dic. 2012-2013       | Thun                 | SL                   | 18         | 8          | 6          | 4          | CS              | 2               | 1               | 0               | 1               | -                  | -                  | -                  | -                  | -                  | -           | -           | -           | -           | -           | 20     | 9      | 6      | 5      | 45,00      | Sub. 5º     |
| 2013-2014            | Thun                 | SL                   | 36         | 13         | 9          | 14         | CS              | 5               | 3               | 2               | 0               | UEL                | 12                 | 6                  | 0                  | 6                  | -           | -           | -           | -           | -           | 53     | 22     | 11     | 20     | 41,51      | 6º          |
| 2014-2015            | Thun                 | SL                   | 36         | 13         | 13         | 10         | CS              | 3               | 2               | 0               | 1               | -                  | -                  | -                  | -                  | -                  | -           | -           | -           | -           | -           | 39     | 15     | 13     | 11     | 38,46      | 4º          |
| Totale Thun          | Totale Thun          | Totale Thun          | 90         | 34         | 28         | 28         |                 | 10              | 6               | 2               | 2               |                    | 12                 | 6                  | 0                  | 6                  |             | -           | -           | -           | -           | 112    | 46     | 30     | 36     | 41,07      |             |
| 2015-2016            | Basilea              | SL                   | 36         | 26         | 5          | 5          | CS              | 4               | 3               | 1               | 0               | UCL+UEL            | 4+10               | 2+5                | 2+2                | 0+3                | -           | -           | -           | -           | -           | 54     | 36     | 10     | 8      | 66,67      | 1º          |
| 2016-2017            | Basilea              | SL                   | 36         | 26         | 8          | 2          | CS              | 6               | 6               | 0               | 0               | UCL                | 6                  | 0                  | 2                  | 4                  | -           | -           | -           | -           | -           | 48     | 32     | 10     | 6      | 66,67      | 1º          |
| Totale Basilea       | Totale Basilea       | Totale Basilea       | 72         | 52         | 13         | 7          |                 | 10              | 9               | 1               | 0               |                    | 20                 | 7                  | 6                  | 7                  |             | -           | -           | -           | -           | 102    | 68     | 20     | 14     | 66,67      |             |
| 2018-2019            | Union Berlino        | 2.BL                 | 34+2       | 14+0       | 15+2       | 5+0        | CG              | 2               | 1               | 0               | 1               | -                  | -                  | -                  | -                  | -                  | -           | -           | -           | -           | -           | 38     | 15     | 17     | 6      | 39,47      | 3º (prom.)  |
| 2019-2020            | Union Berlino        | BL                   | 34         | 12         | 5          | 17         | CG              | 4               | 3               | 0               | 1               | -                  | -                  | -                  | -                  | -                  | -           | -           | -           | -           | -           | 38     | 15     | 5      | 18     | 39,47      | 11º         |
| 2020-2021            | Union Berlino        | BL                   | 34         | 12         | 14         | 8          | CG              | 2               | 1               | 0               | 1               | -                  | -                  | -                  | -                  | -                  | -           | -           | -           | -           | -           | 36     | 13     | 14     | 9      | 36,11      | 7º          |
| 2021-2022            | Union Berlino        | BL                   | 34         | 16         | 9          | 9          | CG              | 5               | 4               | 0               | 1               | UECL               | 8                  | 3                  | 2                  | 3                  | -           | -           | -           | -           | -           | 47     | 23     | 11     | 13     | 48,94      | 5°          |
| 2022-2023            | Union Berlino        | BL                   | 34         | 18         | 8          | 8          | CG              | 4               | 3               | 0               | 1               | UEL                | 10                 | 5                  | 2                  | 3                  | -           | -           | -           | -           | -           | 48     | 26     | 10     | 12     | 54,17      | 4°          |
| lug.-nov. 2023       | Union Berlino        | BL                   | 11         | 2          | 0          | 9          | CG              | 2               | 1               | 0               | 1               | UCL                | 4                  | 0                  | 1                  | 3                  | -           | -           | -           | -           | -           | 17     | 3      | 1      | 13     | 17,65      | Eson.       |
| Totale Union Berlino | Totale Union Berlino | Totale Union Berlino | 176        | 74         | 53         | 49         |                 | 19              | 13              | 0               | 6               |                    | 19                 | 8                  | 4                  | 7                  |             | -           | -           | -           | -           | 214    | 95     | 57     | 62     | 44,39      |             |
| Totale carriera      | Totale carriera      | Totale carriera      | 350        | 169        | 101        | 90         |                 | 39              | 26              | 5               | 8               |                    | 61                 | 23                 | 13                 | 25                 |             | -           | -           | -           | -           | 450    | 218    | 119    | 123    | 48,44      |             |

## Palmares

### Giocatore

#### Club

##### Competizioni nazionali
- Coppa Svizzera: 1

Zurigo: 1999-2000

### Allenatore

#### Club

##### Competizioni nazionali
- Campionato svizzero: 2

Basilea 2015-2016, 2016-2017
- Coppa Svizzera: 1

Basilea: 2016-2017

#### Individuale
- Allenatore tedesco dell'anno: 1

2023